# Łomnica (Zgorzelec)
Łomnica (deutsch Lomnitz) ist ein  Dorf im östlichen Teil der Oberlausitz im Südwesten Polens. Es gehört zur Gemeinde Zgorzelec, Powiat Zgorzelecki in der Woiwodschaft Niederschlesien und liegt in der Nähe der deutsch-polnischen Grenze, erreichbar über den Grenzübergang Hagenwerder/Radomierzyce. Die Grenze zu Tschechien in südlicher Richtung ist vier Kilometer entfernt.

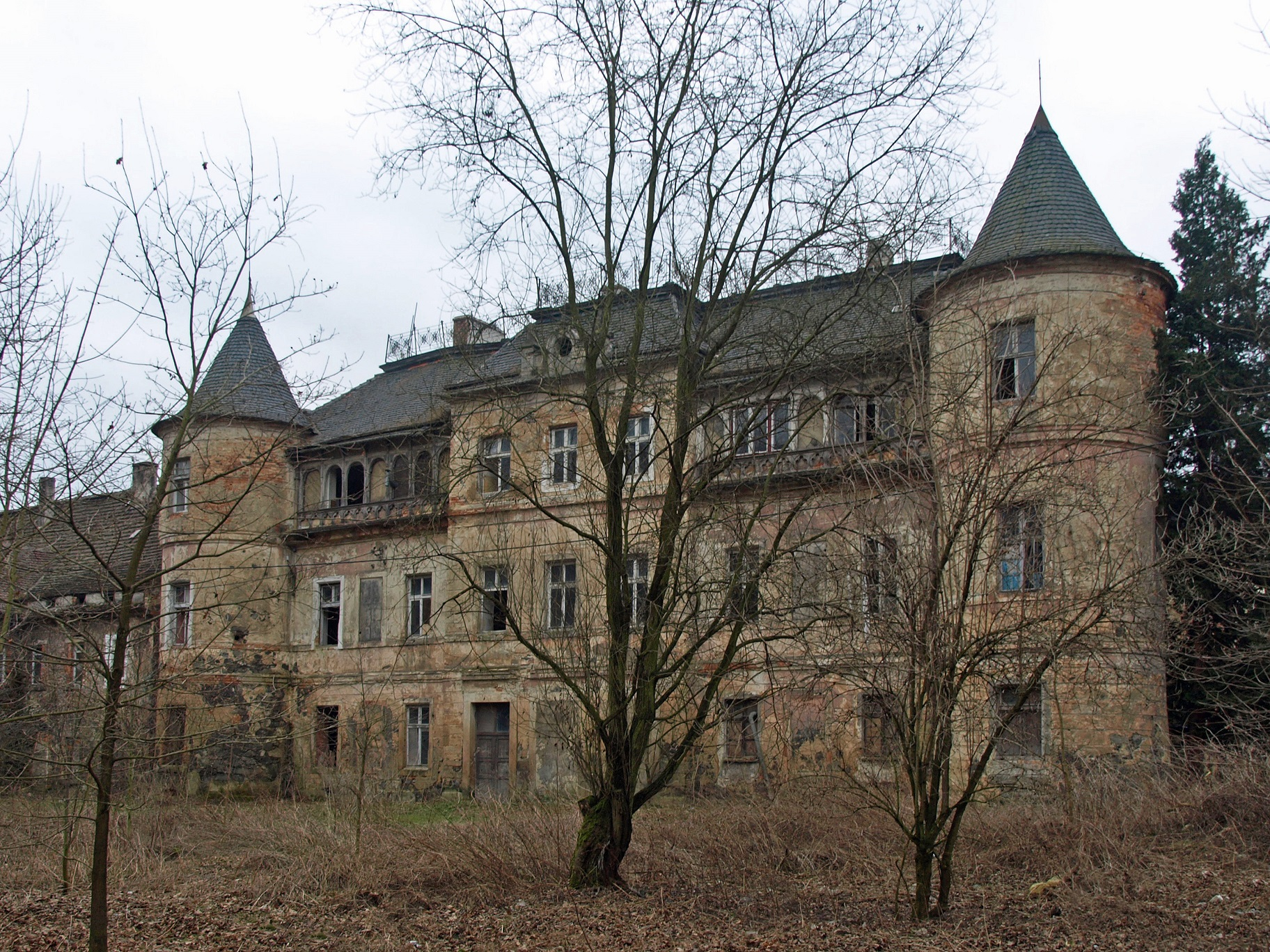
Schloss Lomnitz (2015)

Sehenswert ist Schloss Lomnitz, ein verfallenes Barockschloss von 1732.